# 阿尼·费林
小查理顿·阿诺德·费林（英語：Chariton Arnold Ferrin Jr.，1925年7月29日—2022年12月27日），美国NBA联盟的前职业篮球运动员。